# Afra Ndeve
Afra Ndeve est une joueuse mozambicaine de basket-ball morte le 26 octobre 2020 à Maputo.

## Carrière
Afra Ndeve évolue en équipe du Mozambique dans les années 1980. Elle est quatrième du Championnat d'Afrique féminin de basket-ball 1983 et remporte la médaille d'argent du Championnat d'Afrique féminin de basket-ball 1986.
Elle joue en club au Desportivo da Beira, à l'Estrela Vermelha de Maputo, au CD Costa do Sol et au CD Maxaquene.